# Стрелков, Михаил Александрович
Михаил Александрович Стрелков (21 июля 1939, РСФСР — 18 ноября 2015, Новосибирск) — советский и российский актёр театра и кино, театральный педагог и режиссёр, заслуженный артист РСФСР.

## Биография
В 1965 году закончил ГИТИС. С 1969 года работал в Новосибирском театре «Красный факел», в течение более 45 лет. Преподавал в Новосибирском театральном училище, в котором выпустил четыре актёрских курса.
Умер 18 ноября 2015 года. Похоронен на Заельцовском кладбище Новосибирска.

## Семья
Жена — Светлана Сергеева, заслуженная артистка России.

## Награды
- Заслуженный артист РСФСР (22.01.1988).
- Медаль ордена «За заслуги перед Отечеством» II степени (04.11.2010) — за заслуги в развитии отечественной культуры и искусства, многолетнюю плодотворную деятельность[4].

## Работы в театре

### Актёр
- 1969 — «Мое сердце с тобой» Юлий Чепурин — Алексей
- 1969 — «Варвары» Максим Горький — Гочин
- 1970 — «Мой друг» Николай Погодин — Ёлкин
- 1970 — «Мария» Афанасий Салынский — фотограф
- 1970 — «Гроза» Александр Островский — Шапкин
- 1970 — «Семнадцать мгновений весны» Юлиан Семёнов — Шуцман
- 1971 — «Без перчаток» Джон Голсуорси — Аукционист
- 1971 — «Не беспокойся, мама» Нодар Думбадзе — Гурген
- 1971 — «Князь Мстислав Удалой» Иосиф Прут — комиссар
- 1972 — «Венецианские близнецы» Карло Гольдони — Бригелла
- 1972 — «Валентин и Валентина» Михаил Рощин — Володя
- 1972 — «Золотой ключик» Алексей Толстой — Кот Базилио
- 1973 — «Надежды Кинолы» Оноре де Бальзак — Авалорес
- 1973 — «Миссис Пайпер ведёт следствие» Дж. Попплуэль — Бакстер
- 1973 — «Долги наши» Эдуард Володарский — Нанаец
- 1973 — «Пучина» Александр Островский — неизвестный
- 1973 — «Солдатская вдова» Николай Анкилов — старик
- 1974 — «Энергичные люди» Василий Шукшин — курносый, лысый
- 1974 — «Тульский секрет» Владимир Константинов, Борис Рацер — Платов
- 1975 — «Конец» Михаил Шатров — Вегнер
- 1975 — «Характеры» Василий Шукшин — Ерин
- 1975 — «Орфей спускается в ад» Тенесси Уильямс — Коротыш Биннингс
- 1975 — «Легенда о Баро и Ланни» А.Антокольский — Кривоглаз
- 1975 — «Интервью в Буэнос-Айресе» Генрих Боровик — почтальон
- 1976 — «Эта любовь…» (А.Вампилов, К.Воннегут, П.Вудхауз, Ю.Олеша, И.Бабель, Э.Хэмингуэй, А.Чехов) — Джордж
- 1976 — «Да здравствует королева, виват!» Роберт Болт — Лорд Мор
- 1976 — «Униженные и оскорблённые» Фёдор Достоевский — Маслобоев
- 1976 — «Незнакомец» Леонид Зорин — Метлахов, Пантюхов
- 1977 — «Большевики» Михаил Шатров — Ногин
- 1977 — «Аладдин и волшебная лампа» Н. Гернет — султан
- 1978 — «Вишнёвый сад» Антон Чехов — Яша
- 1979 — «Правда — хорошо, а счастье — лучше» Александр Островский — Глеб Меркулыч
- 1979 — «Тринадцатый председатель» Азат Абдуллин — Кудашев
- 1979 — «Феномены» Григорий Горин — Прохоров
- 1979 — «Ворон» Карло Гоцци — Труфальдино
- 1979 — «Мы, нижеподписавшиеся» Александр Гельман — Шиндин
- 1980 — «Дядя Ваня» Антон Чехов — Вафля
- 1980 — «Одна ночь» Борис Горбатов — Новожилов
- 1980 — «Синие кони на красной траве» Михаил Шатров — Ярмитов
- 1984 — «Женитьба» Николай Гоголь — Яичница
- 1985 — «Комиссия» Сергей Залыгин — Дерябин
- 1987 — "Самоубийца"Николай Эрдман — Калабушкин
- 1991 — «Дракон» Евгений Шварц — бургомистр
- 1992 — «На дне» Максим Горький — Клещ
- 1993 — «Лекарь поневоле» Жан-Батист Мольер — Жеронт
- 1993 — «Бедные люди» Фёдор Достоевский — Макар Девушкин
- 1994 — «Машинистки» Мэррей Шизгал — Пол Кенингем
- 1994 — «Театр» Майкл Фрейн — Селздом
- 1996 — «Род» Софокл, Эсхил — страж Эдипа
- 1997 — «Вишнёвый садик» Алексей Слаповский — Воткин
- 1997 — «Ревизор» Николай Гоголь — Лука Лукич Хлопов
- 1999 — «Два вечера в весёлом доме» Вячеслав Вербин (по «Яме» Александра Куприна) — Ванька-Встанька
- 2000 — «Недосягаемая» Сомерсет Моэм — доктор Корниш
- 2000 — «Кьоджинские перепалки» Карло Гольдони — Исидоро
- 2001 — «Playboy — гордость Запада» Джон Синг — Старик Мехоун
- 2003 — «Ночной таксист» / Инспектор Портерхаус — Рей Куни
- 2004 — «Лес» Александр Островский — Карп
- 2005 — «Кабала святош» Михаил Булгаков — Жан-Жак Бутон
- 2008 — «Как солдат Иван Чонкин самолёт сторожил» пьеса Юлия Кима, музыка Владимира Дашкевича — Сталин
- 2008 — «А этот выпал из гнезда» Дейл Вассерман — Тэркл, техник
- 2009 — «Саранча» Биляны Срблянович — господин Йович
- 2009 — «Степ на фоне чемоданов» Ричарда Баэра — Герман
- 2011 — «История города Глупова» М. Салтыкова-Щедрина — Дедушка
- 2012 — «Виндзорские насмешницы» Уильяма Шекспира — Шеллоу, судья
- 2013 — «Отцы и сыновья» Брайена Фрила (по мотивам романа И. С. Тургенева «Отцы и дети») — Тимофеич
- 2014 — «Укрощение строптивой» Шекспира — Гремио, жених Бьянки

### Режиссёр
- Стихийное бедствие (Владимир Константинов, Борис Рацер)
- Свадебный марш (Валентин Азерников)
- Любовь до потери памяти (Валентин Красногоров)

## Фильмография
- 1972 — Горячий снег — Чибисов, артиллерист
- 1973 — Ночной сеанс
- 1975 — Пассажир — Федюня
- 1977 — Волшебный голос Джельсомино — горожанин (нет в титрах)
- 1977 — Однажды осенью — Григорий, брат Ивана
- 1987 — Команда «33» — снявшийся с учёта
- 2015 — Тихий Дон — эпизод